# Atayal (jezik)
Atayal jezik(ataiyal, attayal, bonotsek, shabogala, taijyal, taiyal, takonan, tangao, tayal, tyal, yukan ; ISO 639-3: tay), austronezijski jezik uže formoške (tajvanske) skupine kojim govori 84 300 ljudi iz etničke grupe Atayal (2002 Council of Indigenous Peoples, Executive Yuan, ROC) na otoku Tajvanu. Atajalski jezik zajedno s jezikom taroko [trv] čini posebnu atajalsku skupinu.
Ima dva dijalekta: sqoleq (squliq) i ts’ole’ (ci’uli’). T s’ole’ ima pod-dijalekt mayrinax kojim je 1989 govorilo 50 osoba u selu Chinsui, prefektura Miaoli.

## Glasovi
26: p "t k q ? m "n N B "s Z x gF H "ts w j i E a O i: u: u "r[ "l

## Vanjske poveznice
- Ethnologue (14th)
- Ethnologue (15th)